# Frères mineurs récollets
Pour les articles homonymes, voir Récollet (homonymie).
Les Frères mineurs récollets (en latin : Ordo Fratrum Minorum Recollectorum) forment un ordre mendiant de droit pontifical issu d'une réforme de l'ordre franciscain. En 1897, ils sont unis avec les réformés, les observants et les alcantarins pour former l'ordre des Frères mineurs.
Étymologiquement, récollet est issu du latin recolligere : revenir à soi. La récollection est une retraite courte d’une durée d’un ou deux jours. Faire une récollection c’est prendre du temps, s’arrêter et se mettre à l’écoute de Dieu.

## Histoire

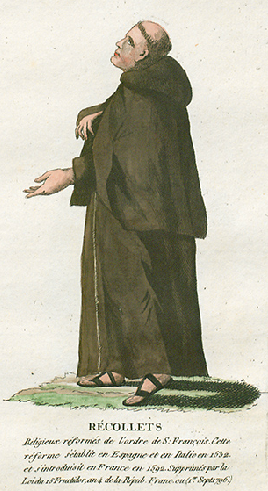
Récollets.

À l'imitation des frères mineurs réformés d'Italie et des frères mineurs déchaux d'Espagne, des maisons de récollection apparaissent en France vers la fin du XVIe siècle. Une première maison de récollets est fondée à Cluis en 1570 mais ne dure pas. C'est le frère François Doziech qui prend l'initiative de la réforme après un séjour en Espagne et fonde le couvent de Rabastens vers 1583.
En 1592, Louis IV de Gonzague, duc de Nevers, fait sortir les observants du couvent de Nevers pour installer des frères mineurs réformés, mais ne comprenant pas la langue du peuple, ils sont remplacés en 1597 par des religieux français qui suivent la même observance et commencent la réforme des récollets. Clément VIII, partisan des réformes, promulgue la bulle Pro iniuncto nobis le 26 mars 1601, accordant aux récollets les mêmes privilèges que les frères réformés italiens, avec un commissaire général soumis à l'autorité du provincial des  observants.
Le père Nathanaël, nouveau commissaire, fonde les couvents de Toulouse et de Bordeaux. En 1612, il divise la France en deux provinces. La croissance est remarquable, surtout dans la première moitié du XVIIe siècle puis freinée en partie par l'expansion des Frères mineurs capucins. Les rois de France leur accordent des privilèges ; ils servent d'aumôniers militaires du roi au Fort Saint-Sébastien, Louis XIV est tellement content de leur service qu'il désire qu'ils deviennent aumôniers dans ses armées. Ils combattent le calvinisme lors des guerres de Religion mais optent pour un débat pacifique et la résolution du conflit sans violence. Ils œuvrent aussi aux soins des malades et des blessés de guerre.
Ils développent une grande activité missionnaire, notamment en Nouvelle-France où leur trace est importante. Le 2 juin 1615, les premiers missionnaires récollets arrivent à Québec choisis par Samuel de Champlain en vue d’assurer le ministère spirituel en Nouvelle-France, ils constituent ainsi la toute première communauté religieuse à s’installer sur l’actuel territoire du Québec. Ils sont obligés de quitter Québec après la victoire de David Kirke en 1629,, mais reviennent s’établir à Montréal à l’invitation de Jean Talon en 1670. Les tensions sont parfois grandes, toutefois, avec les jésuites, qui sont soutenus par Versailles, au point que ceux-ci parviennent en 1690 à faire retirer du commerce Le premier établissement de la foy dans la Nouvelle-France, un ouvrage de Chrétien Le Clercq qui dresse l'histoire de l'action des récollets. 
Après la conquête de 1760, le régime britannique interdit tout recrutement à la communauté. On ne compte pas moins de 21 noms de lieu québécois rappelant aujourd'hui le souvenir des récollets au Québec. Le 9 novembre 2015, le gouvernement du Québec reconnaît officiellement l'arrivée des Récollets en Nouvelle-France en tant qu'événement historique, officialisant l’inscription de cet événement au registre du Patrimoine culturel du Québec.
La commission des Réguliers les autorise à rester en France sans fusionner avec les conventuels ; ils ont alors 11 provinces et environ 11 000 membres. La Révolution française supprime l'ordre en 1791.
En 1895, à la demande du pape Léon XIII, les quatre familles d'observants organisent un chapitre à Sainte-Marie-des-Anges d'Assise  sur leur éventuelle fusion en un seul institut religieux. Le vote ayant été largement en faveur de l'union, de nouvelles constitutions appelées léoniennes sont approuvées par le Saint-Siège le 15 mai 1897 et la réunification est sanctionnée par Léon XIII par la bulle Felicitate quadam du 4 octobre 1897.

### Les Récollets de la Nouvelle-France (1615-1760)
Les Récollets, communauté religieuse catholique masculine issue d’une branche réformée de l’ordre des Franciscains, sont les premiers missionnaires de la Nouvelle-France, les premiers à entrer en contact avec les Premières Nations du nord de l’Amérique. De retour dans la colonie française en 1670 après une absence de 40 ans, ils exercent divers ministères, participent à l’exploration et au développement du territoire jusqu’en Louisiane.

#### Premier établissement, 1615-1629
En 1615, Samuel de Champlain fait appel aux Récollets pour qu’ils s’établissent à Québec, fondée sept ans plus tôt, en vue d’annoncer l’Évangile aux populations autochtones. Le 24 avril 1615, quatre récollets (Denis Jamet, Joseph Le Caron, Jean Dolbeau et Pacifique Duplessis) du couvent Saint-Denys, à Paris, quittent Honfleur en compagnie de Champlain à bord du Saint-Étienne commandé par François Du Pont Gravé. Ils arrivent à Tadoussac le 25 mai. À Québec, ils construisent une chapelle et une maison près de l’Habitation. Rapidement, les religieux quittent Québec pour la Huronie (près de la baie Georgienne) et les territoires des Innus (Tadoussac). Alors qu’ils sont en déplacement, les pères Jean Dolbeau et Denis Jamet célèbrent la première messe dite en Nouvelle-France, à Rivière-des-Prairies, le 24 juin. Les Récollets assurent également les services religieux dans la jeune colonie. À l’été 1618, le père Joseph célèbre le premier mariage de la Nouvelle-France qui unit Anne Hébert, la fille aînée de l’apothicaire Louis Hébert et de Marie Rollet, et Étienne Jonques.
En mars 1618, Champlain adresse au roi Louis XIII ainsi qu’à la Chambre de commerce de Paris un plaidoyer pour le développement de la colonie. Il souhaite y ériger une ville de la grandeur de Saint-Denys qu’il nommerait Ludovica et y construirait un temple dédié au Rédempteur. Il soutient comme essentiel à la solidité de cet établissement « d’y mener d’abord quinze religieux récolets, lesquels seront logés en un cloistre qui sera faict proche de ladicte église ». Trois cents familles viendraient ensuite s’y établir. Le 12 mars 1618, le roi reconnaît l’autorité de Champlain, approuve son projet et demande qu’on l’assiste pour en assurer la réussite : « et vous mander, que nous aurons à plaisir que vous assistiez, autant que vous le pourrez commodément, le sieur de Champlain ».
Sous l’impulsion de Champlain, les Récollets font venir douze ouvriers de France. Ils défrichent la terre sur un méandre de la rivière Saint-Charles, à une demi-lieue de l’Habitation, là où les Innus s’installent en été pour la pêche sur le fleuve et où doit être érigée Ludovica. « Ce fut en cet endroit que nos pères entreprirent de bâtir la première église, le premier couvent, et le premier séminaire qui fut jamais dans ces vastes pays de la Nouvelle-France. Les travaux débutent en juin 1620. Les Récollets prennent possession de leur couvent à l’automne et de leur église le printemps suivant. Cette dernière est bénite sous le vocable de Notre-Dame-des-Anges, le 25 mai 1621. Le nouvel ensemble conventuel devient le port d’attache des missionnaires. Les Récollets y fondent également un séminaire où ils souhaitent accueillir de jeunes autochtones pour les initier à la foi chrétienne et aux mœurs françaises. Malgré leurs efforts, ce vœu ne rencontre guère les résultats espérés. Les Jésuites s’établissent en 1625 près du couvent des Récollets, sur l’autre versant de la rivière Saint-Charles et partent eux aussi sur le territoire à la rencontre des Premières Nations.
À l’été 1629, les frères Kirke, corsaires à la solde de la couronne d’Angleterre, se présentent devant Québec. Le 19 juillet, Champlain signe la capitulation. L’administration française et la plupart des commerçants et colons s’embarquent pour la France. Les Récollets quittent la Nouvelle-France le 9 septembre. L’Angleterre rétrocède toutefois la colonie à la France lors de la signature du traité de Saint-Germain-en-Laye, le 29 mars 1632. Les Récollets se préparent aussitôt à retourner en Nouvelle-France, mais leur volonté n’est pas entendue par les autorités de l’époque. Gabriel Sagard rédige trois ouvrages pour démontrer l’importance de la tâche accomplie par sa communauté et pour plaider en faveur de son retour. Des représentations sont faites par les Récollets auprès des autorités de l’État et du Vatican, des dispositions légales sont prises pour protéger leurs biens en Nouvelle-France. Mais rien n’y fait, leur retour est sans cesse reporté. Les Récollets ne peuvent y retourner qu’en 1670, grâce à l’intervention personnelle du roi Louis XIV.

#### Retour des Récollets en Nouvelle-France
Les Récollets sont de retour à Québec le 18 août 1670 avec, à leur tête, Germain Allart, père provincial du couvent de Saint-Denys, le frère Luc François, artiste-peintre et architecte, et le frère Anselme Bardou, charpentier. Ils sont chargés de rebâtir l’établissement de Notre-Dame-des-Anges. Selon sœur Saint-Félix : « Les récollets, à leur arrivée, reprirent possession des terres qui avaient appartenu à leur Ordre avant 1629. Mais leur couvent, autrefois l’ornement du pays, ne présentait plus qu’un amas de ruines. Les Anglais, pendant leur courte domination, s’étaient emparés de tous les objets qui leur avaient paru être de quelque utilité, et les Français, bien loin de chercher à conserver cette première maison religieuse, n’avaient pas peu contribué à son entière décadence. Quelques familles françaises, à qui monsieur de Lauzon donna permission de s’y loger, avaient fait occuper l’étage inférieur par des animaux ».

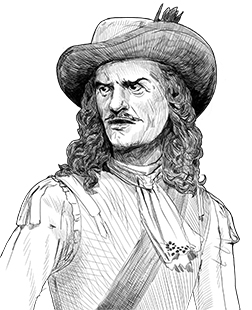
Louis de Buade comte de Frontenac, gouverneur de la Nouvelle-France.

Les Récollets bâtissent en six semaines un couvent sur le site du précédent. Cette maison sert aussi de chapelle en attendant la reconstruction de l’église. Sœur Saint-Félix rappelle : « On se mit sans retard à déblayer le terrain, et à préparer les matériaux pour les nouvelles constructions. Tout étant ainsi disposé, la première pierre de l’église fut posée le 22 juin 1671 par l’intendant Talon. Le temple rebâti fut en état de recevoir la bénédiction en 1673, peu après l’arrivée du nouveau supérieur, le père Eustache Maupassant ». Cette église, devenue en 1693 celle du monastère de l’Hôpital général de Québec, est encore en usage aujourd’hui. Elle est la plus ancienne du Canada.
Avec le soutien du gouverneur de la Nouvelle-France, Louis de Buade comte de Frontenac et de Palluau, qui agit pour eux à titre de syndic apostolique, les Récollets consolident leur implantation à Notre-Dame-des-Anges. En 1677, le gouverneur y fait construire une maison pour lui-même et pour l’instauration d’un noviciat. Un premier novice, Jacques Denis de la Ronde, y est accueilli le 9 mai. Le frère Didace Pelletier, premier frère récollet né en terre canadienne, y fait aussi son entrée l’année suivante. Il sera célèbre pour ses fonctions de charpentier et sa réputation de sainteté. En 1680, les Récollets font construire un corps de logis adjacent à leur église. Ce bâtiment, aujourd’hui intégré au monastère des Augustines de l’Hôpital général de Québec, est toujours en usage.

#### Mission des Récollets en Nouvelle-France, 1670-1759

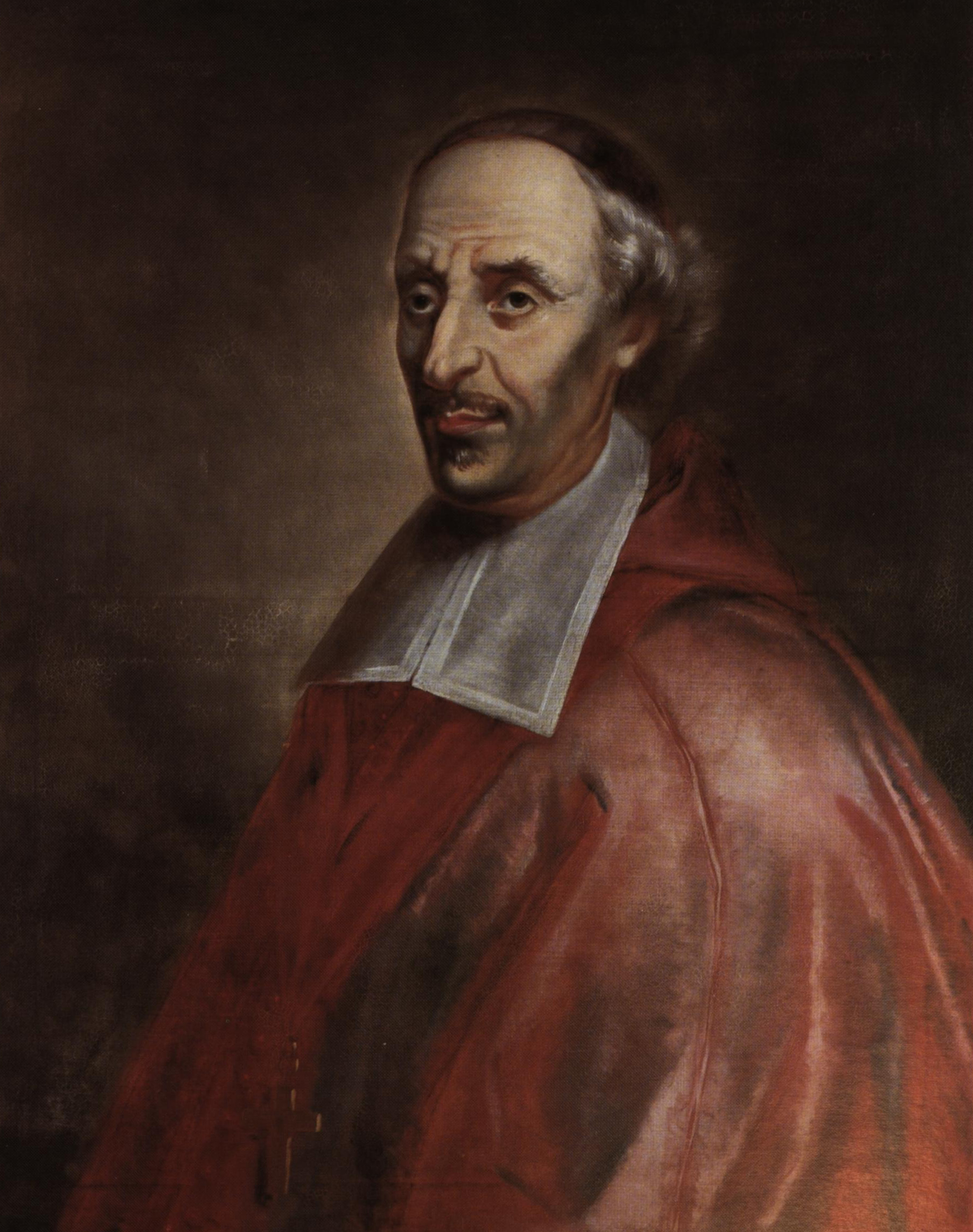
Portrait de François de Montmorency-Laval, premier évêque de Québec.

S’ils sont soutenus en haut lieu par les autorités civiles, les Récollets sont confrontés aux réticences des autorités religieuses locales. Depuis la rétrocession de la Nouvelle-France, la tâche d’évangélisation des autochtones est confiée exclusivement aux Jésuites et l’évêque de Québec, François de Laval, désire qu’il en reste ainsi. L’historienne Caroline Galland soutient que « L’évêque refuse par ailleurs de céder aux récollets même les cures les plus pauvres. Aux dires de Monseigneur de Laval les prêtres séculiers du séminaire de Québec suffisent à remplir les fonctions curiales auprès des colons ». Le récollet Chrestien Le Clerq dénonce la situation : « L’on se contentoit de nous insinuer, que les Récolets n’estoient en Canada que pour vivre en solitude, chanter au Chœur, faire Oraison, & mener la vie Réguliere avec esprit, qu’il y avoit assez d’autres ouvriers pour cultiver la vigne du Seigneur, & remplir les ministères à l’égard des peuples ». Le deuxième évêque de Québec, Jean-Baptiste Chevrière de Saint-Vallier, fait preuve d’une tout autre attitude envers les Récollets et, contrairement à son prédécesseur, encourage leur venue en Nouvelle-France.
En 1692,  de Saint-Vallier achète aux Récollets leur installation de Notre-Dame-des-Anges, près de la Saint-Charles, pour la transformer en hôpital général. Il confie cet établissement aux sœurs Augustines alors que les Récollets s’installent en haute-ville, au couvent Saint-Antoine. Les Augustines occupent encore aujourd’hui les bâtiments construits par les Récollets. Le couvent et l’église Saint-Antoine sont détruits lors d’un incendie en 1796. L’emplacement est aujourd’hui occupé par la cathédrale anglicane Holy Trinity.
En 1692, de Saint-Vallier autorise les Récollets à établir un couvent à Trois-Rivières. À compter de l’année suivante et jusqu’en 1776, ils assurent la cure de la paroisse. Lorsqu’ils quittent les lieux, leur couvent et leur chapelle deviennent presbytère et église anglicane. Les lieux, classés en 2012 en vertu de la Loi sur le patrimoine culturel du Québec, sont aujourd’hui transformés en espace culturel.
Les Récollets s’établissent à Montréal en 1692, d’abord dans un modeste couvent, puis en construisent un plus imposant en 1703. Cet établissement est détruit en 1867 pour faire place à des édifices commerciaux. Jusqu’à la Conquête de la Nouvelle-France, les Récollets assurent également le ministère paroissial dans les campagnes, notamment dans le Bas-Saint-Laurent.
En 1673, les Récollets fondent une mission à Percé, en Gaspésie. Dix ans plus tard, ils construisent une chapelle sur l’île Bonaventure. De là, ils établissent des missions autour de la baie des Chaleurs et au Nouveau-Brunswick, puis à Terre-Neuve.
Entre 1670 et 1760, les fonctions d’aumôniers militaires occupent une place importante chez les Récollets. Trois sur cinq sont affectés à cet apostolat, notamment dans les garnisons de Québec, Trois-Rivières et Montréal. Ils suivent les troupes dans les forts établis sur le territoire de la Nouvelle-France, notamment aux forts Frontenac, Niagara, Chambly, Saint-Frédéric, Saint-Jean et autres, en suivant l’expansion des fortifications françaises.

##### Le Mississippi et la Louisiane
Les Récollets font partie de toutes les expéditions des Français au pays des Illinois jusqu’à l’embouchure du Mississippi. Le 7 août 1679, trois d’entre eux accompagnent Robert Cavalier de La Salle. Ils se rendent jusqu’à la ville actuelle de Peoria (Illinois). Les Récollets restent en mission dans la région. D’autres Récollets sont de la seconde expédition de Cavalier de La Salle qui parvient au delta du Mississippi, le 9 avril 1682. En 1684, toujours à la recherche de l’embouchure du fleuve, ils se rendent au Texas lors d’une troisième expédition. En 1699, un récollet, Anastase Douay, accompagne Pierre Lemoyne d’Iberville dans la baie de Biloxi. Le récollet bénit la croix qui est érigée le 8 mars 1699 à l’emplacement de l’actuelle Nouvelle-Orléans.

##### Le régime britannique
Le 10 février 1763, la Nouvelle-France est cédée à l’Angleterre à la signature du traité de Paris qui met fin à la guerre de Sept Ans. Il s’ensuit une période d’incertitude pour les institutions ecclésiales qui sera scellée par l’Acte de Québec, votée au parlement de Londres, qui reçoit la sanction royale le 22 juin 1774. L’Église catholique se voit accorder la liberté de culte et le maintien des structures paroissiales. Cependant, le recrutement de nouveaux membres est interdit aux communautés religieuses masculines. Ainsi, les Récollets sont voués à l’extinction dans la nouvelle colonie anglaise. Ils ferment leur couvent de Trois-Rivières en 1776. Celui de Québec est détruit dans un violent incendie, le 6 septembre 1796.

#### La fin des Récollets
Le dernier récollet prêtre, Louis Demers, meurt en septembre 1813 à l’âge de 81 ans. Les Récollets encore vivants au Canada sont sécularisés. Le dernier d’entre eux, Marc Coutant, est inhumé à Saint-Thomas de Montmagny le 7 mars 1849. En résumé : « Environ 345 récollets — dont 268 prêtres — ont travaillé en Nouvelle-France entre 1615 et 1849 ; de ce nombre, 88 sont nés au Canada ou en Acadie ». L’ordre des frères mineurs récollets est dissous à la fin du XIXe siècle à la suite d’une fusion au sein de la grande famille des Franciscains.
Le 9 novembre 2015, le gouvernement du Québec désigne l’arrivée des Récollets en 1615 « Événement historique » en vertu de la Loi sur le patrimoine culturel. Les Franciscains, de retour au Canada à compter de 1890, y sont toujours présents aujourd’hui.

## Récollets célèbres

### Saint
- Jean Wall (1620-1679), martyr d'Angleterre

### Bienheureux
- Lambert Trouvez (Richard de Sainte-Anne) (1585-1622), missionnaire belge au Japon, martyr à Nagasaki
- Thomas Bullaker (1604-1642), un des 85 martyrs d'Angleterre
- Henri Heath (1599–1643), martyr anglais
- Arthur Bell (1590-1643), martyr anglais
- Jean Woodcock (1603–1646), martyr anglais
- Charles Mahoney (en) (1640-1679), martyr anglais

### Autres

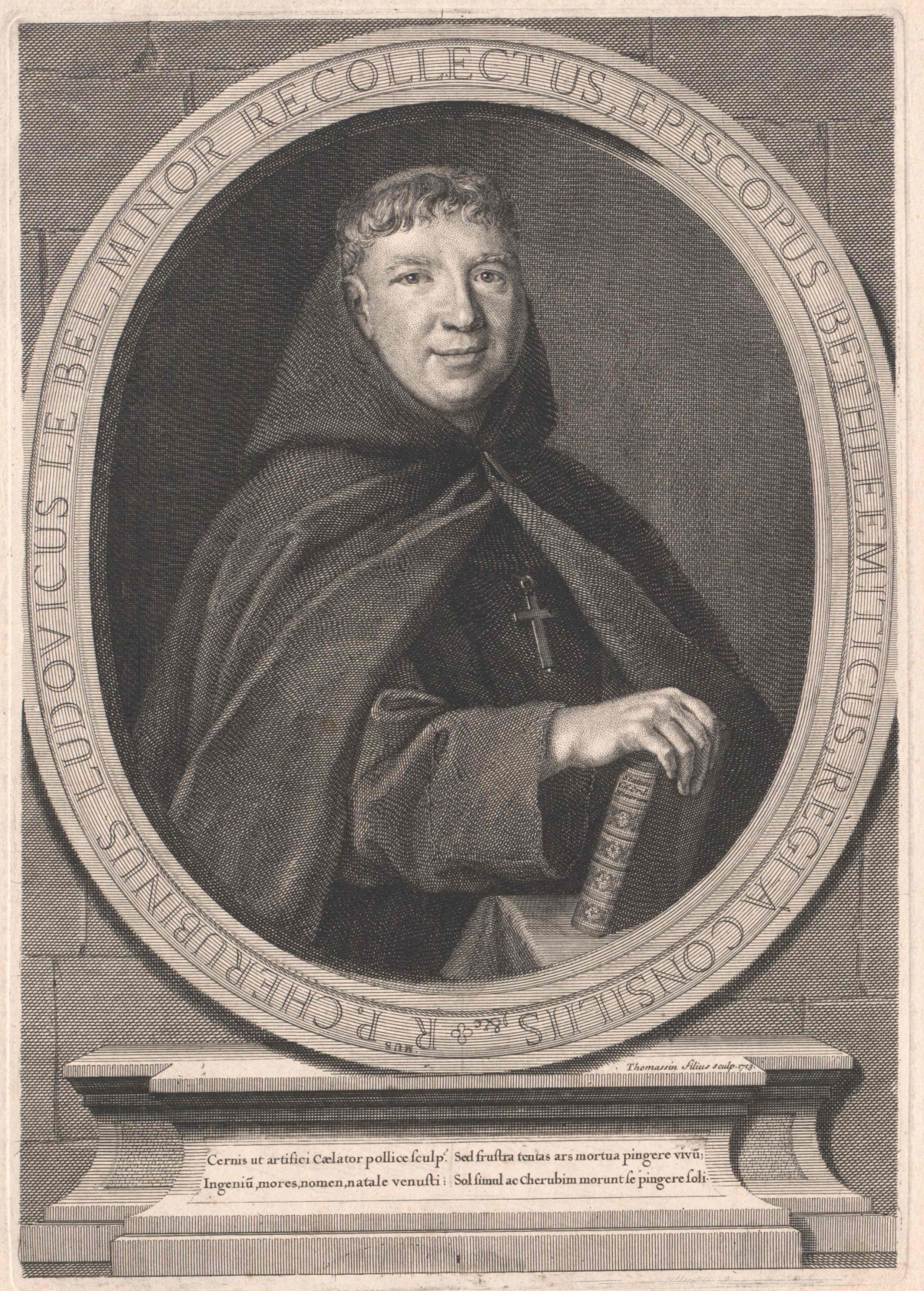
Chérubin-Louis Le Bel, évêque de Bethléem (1701-1738).

- Denis Jamet (? -1625), missionnaire sur l'île de Montréal.
- Nicolas Viel (? -1625), missionnaire de la Nouvelle-France.
- Joseph Le Caron (1586-1632), missionnaire de l'Huronie.
- Jean Dolbeau (1586-1652), missionnaire.
- Gabriel Sagard (1590-1640), ethnographe et lexicographe.
- Joseph de La Roche Daillon (? -1656), missionnaire et explorateur français.
- Pacifique Du Plessis (1584-1619), considéré comme le premier maître d'école de la Nouvelle-France.
- Claude François (frère Luc) (1614-1685), peintre français.
- Théodore Germain Allart (1617-1685), évêque de Vence.
- Louis Hennepin (1626-1704), explorateur des terres intérieures de l'Amérique du Nord.
- Didace Pelletier (1657-1699), dont le procès en béatification est ouvert.
- Chérubin-Louis Le Bel (1701-1738), évêque de Bethléem